# Viktor Pavlovič Nogin
Viktor Pavlovič Nogin (Mosca, 14 febbraio 1878 – Mosca, 22 maggio 1924) è stato un rivoluzionario e politico russo, dal 1922 sovietico.

## Biografia
Il 17 settembre 1917 è il primo bolscevico eletto presidente del Soviet dei deputati degli operai di Mosca, carica che occupa fino al 14 novembre, quando tale organo si fonde con il Soviet dei deputati dei soldati, dando vita al Soviet moscovita dei deputati degli operai e dei soldati.
Dal 27 settembre al 5 ottobre, alla Conferenza democratica panrussa si batte per la partecipazione dei Bolscevichi al Parlamento provvisorio. Durante la Rivoluzione d'ottobre dirige il Comitato militare rivoluzionario a Mosca, dopodiché entra a far parte del primo Sovnarkom della RSFS Russa in qualità di Commissario del popolo al commercio e all'industria.